# Igreja de Nossa Senhora dos Milagres (Serreta)

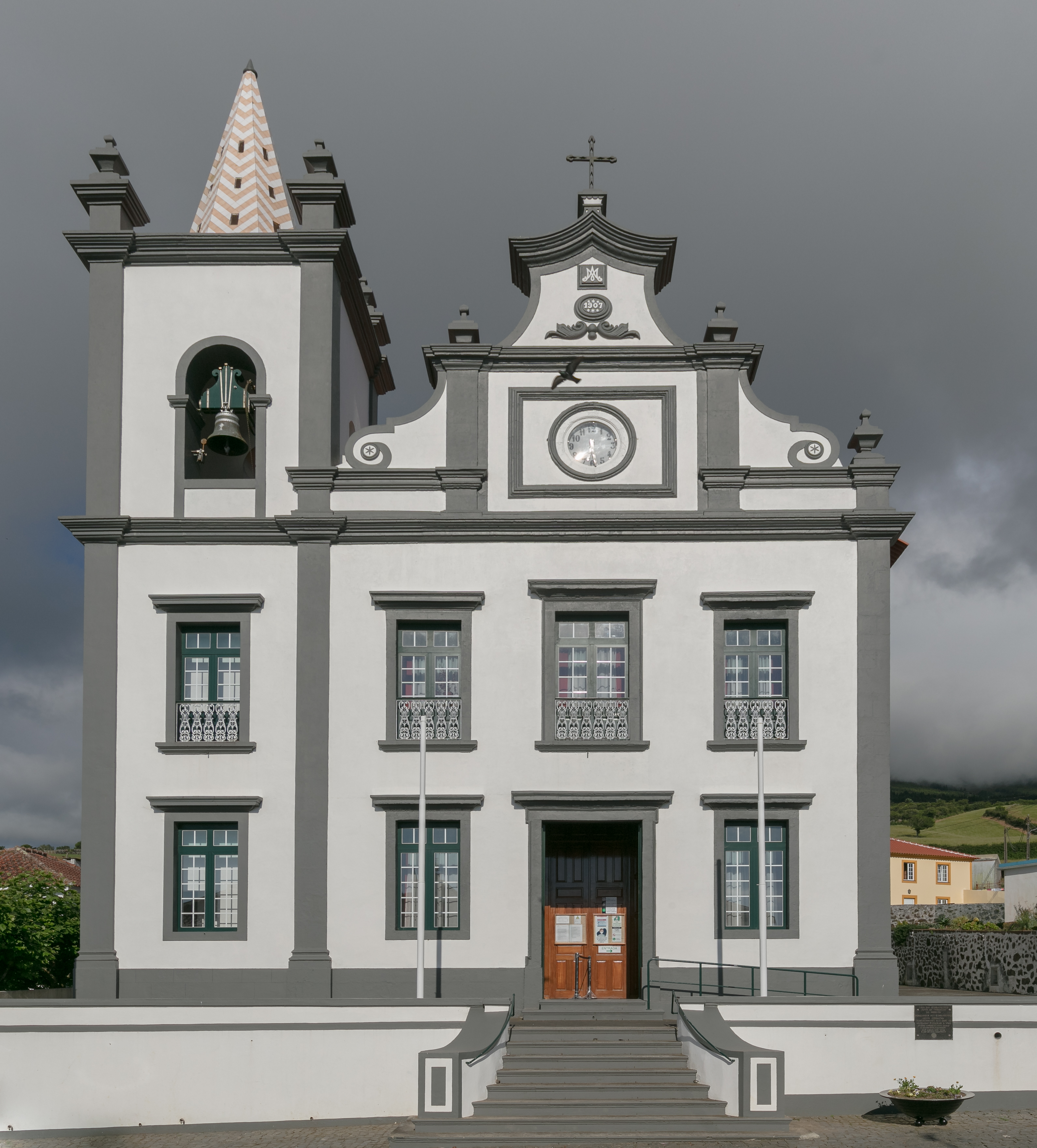
Igreja de Nossa Senhora dos Milagres da Serreta.

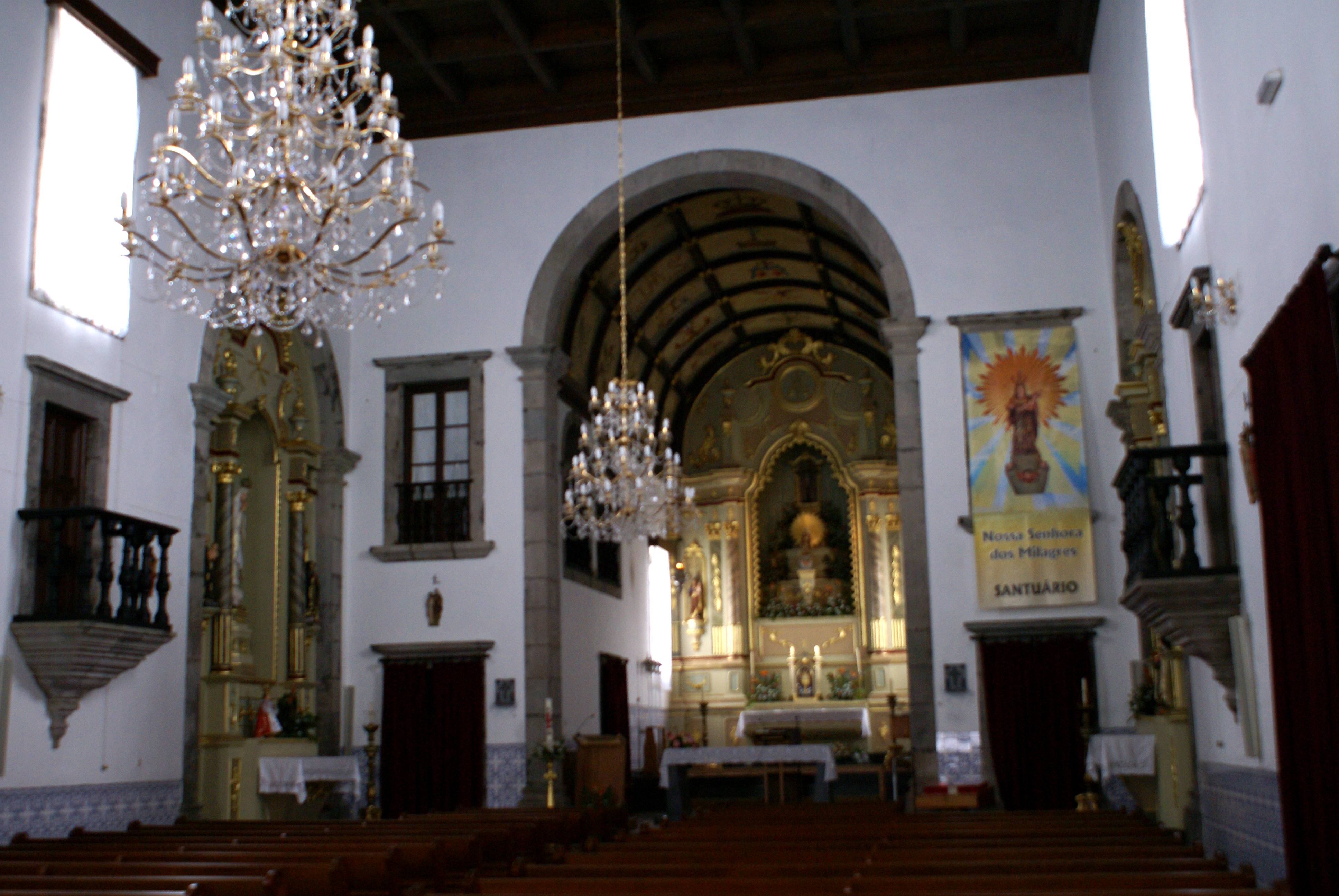
Igreja da Serreta, nave.

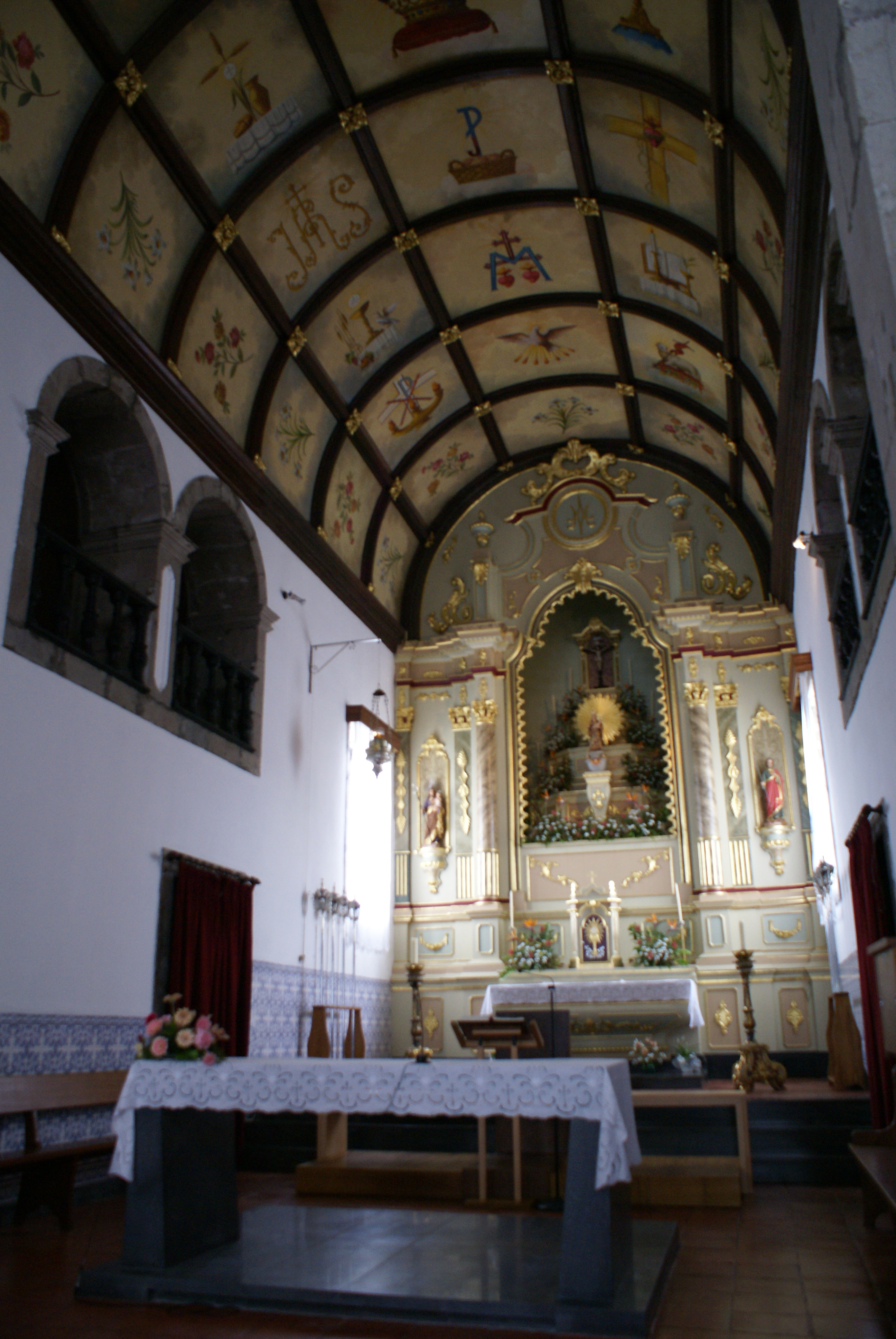
Igreja de Nossa Senhora dos Milagres da Serreta, nave central.

A Igreja de Nossa Senhora dos Milagres da Serreta, Igreja Paroquial da Serreta ou Santuário de Nossa Senhora dos Milagres, localiza-se na freguesia da Serreta, município de Angra do Heroísmo, na Ilha Terceira, nos Açores.

## História

### Antecedentes
A região da Serreta originalmente estava compreendida na vasta paróquia de Santa Bárbara das Nove Ribeiras. No início do século XVII, diante do crescimento da população, na parte Oeste daquela paróquia foi instituído, na ermida de São Jorge às Doze Ribeiras, um curato sufragâneo à Igreja de Santa Bárbara. O seu primeiro cura terá sido Francisco Dias Godinho.
Em fins de 1684 o curato de São Jorge das Doze Ribeiras passou a paróquia independente, com a elevação da Ermida de São Jorge a igreja paroquial. O seu primeiro vigário foi o padre Manuel Tristão de Melo, antigo cura de Santa Bárbara. A nova paróquia tinha por limites a Ribeira das Dez, que ainda hoje a separa de Santa Bárbara, e a rocha do Peneireiro, no Biscoito da Fajã (onde a costa da ilha inflete para noroeste), que a separava do Raminho dos Folhadais, então curato dos Altares. Em consequência, a Serreta passou a pertencer à nova paróquia.

### A origem da devoção à Senhora dos Milagres
A origem da devoção à Senhora dos Milagres na Serreta remonta aos finais do século XVII, quando o padre Isidro Fagundes Machado (1651–1701) se considerou vítima de injusta perseguição e se refugiou no local chamado Queimado, na região da atual Serreta. Ali, então um dos mais remotos trechos da ilha, ergueu, em cumprimento de um voto, uma pequena ermida, na qual colocou uma pequena imagem de Nossa Senhora com o Menino Jesus (a atual imagem de Nossa Senhora dos Milagres). Pedro de Merelim dá a seguinte versão da lenda que passou a rodear a origem do culto:
"Um padre velhinho, boa e santa alma, vendo-se em grande atribulação e desiludido do mundo, procurou um lugar ermo, onde, sem mais ninguém, se pudesse entregar à contemplação das verdades eternas. Seduziu-o a Serreta, junta da rocha, a uma boa légua da igreja. Sítio tranquilo e pitoresco, paisagens de arvoredos e fragas, bem próprio para escutar as vozes da natureza entoando um hino à criação – e aí se quedou. Estaríamos no século XVI. Levava consigo uma pequena imagem da Virgem, para a qual, por suas mãos, imperitas no ofício, edificou tosca capelinha, na Canada das Vinhas, Queimado, em reconhecimento do milagre que lhe fizera de o livrar do perigo. E o minúsculo templo serviu-lhe também de abrigo. As preclaras virtudes do venerando sacerdote tiveram o condão de, ao lugar da Serreta, levar subido número de pessoas. Morto o humilde e solitário clérigo, a singela ermidinha ficou abandonada, breve se arruinando. Outra se ergueu em local diferente. E esta segunda, igualmente carecida de assistência, além de sujeita às irreverências de alguns pseudo-romeiros, não terá oferecido por muito tempo as condições indispensáveis ao culto, pelo que o prelado mandou recolher a imagem da Senhora dos Milagres à paroquial de Doze Ribeiras."
Neste novo domicílio, a fama da imagem continuou a atrair considerável devoção, passando a ser popularmente designada como Nossa Senhora dos Milagres em resultado dos milagres que eram atribuídos à sua intercessão.

### A Igreja de Nossa Senhora da Serreta
O primeiro compromisso para a construção de uma igreja na Serreta data de 13 de Setembro de 1772, quando os irmãos da Confraria dos Escravos de Nossa Senhora se congregaram nas Doze Ribeiras, em casa do vice-vigário Miguel Coelho, para realizar a festa daquele ano. Assentaram na ocasião que se deveria proceder à reedificação da antiga ermida da Virgem, no lugar próprio da Serreta, ficando o padre Rogério José da Silva encarregue do património e os irmãos com a obrigação de contribuírem para a obra. Dando o exemplo, o então capitão-general dos Açores, D. Antão de Almada, abriu a subscrição doando 50$000 réis do seu bolso.
Contudo, apesar do voto solene e da presença de tão ilustres benfeitores, as obras da igreja não arrancaram e, em 1797, decorrido um quarto de século da formulação do voto, nada se fizera. Bernardino José de Sena Freitas afirma:
"Por motivos que nos são ignotos ainda vinte e cinco anos depois daquela deliberação não estava reedificada a ermida, conservando-se a imagem da Senhora dos Milagres na igreja de S. Jorge: e até parece que ou esta devoção esfriara, ou a solenidade esteve interrupta por alguns anos; pois no citado livro desta Irmandade não encontrámos assentos posteriores ao ano de 1782; até que no ano de 1797 se acha um outro voto, não só revalidando o primeiro para perpetuidade da festa anual, começada em 1764, mas obrigando-se os novos irmãos ao cumprimento do assento exarado em 1772, para que de feito se levantasse uma nova ermida na Serreta para nela ser venerada a Senhora dos Milagres."
Este novo fervor parece ter sido suscitado pelos ecos da Revolução Francesa e pela nascente ameaça napoleónica, que prenunciava um clima de guerra na Europa. A nível local, este enquadramento político traduzira-se na determinação para que o capitão-general dos Açores procedesse ao recrutamento de 5 000 jovens açorianos para reforçar o exército real, incumbindo-se desse destacamento o sargento-mor de artilharia da Corte Maximiliano Augusto Chermont. Este recrutamento, que espalhou o receio e a consternação nas ilhas, foi justificado pela rainha D. Maria I de Portugal, em carta datada de 31 de Outubro de 1796 e dirigida ao bispo e outras entidades oficiais, com a necessidade de "conservar ilesa a dignidade do meu real trono, e salvar os meus fiéis vassalos do risco, a que podem ficar sujeitas as suas vidas e propriedades". Entretanto, nem os temores da população e nem o envolvimento da nobreza angrense lograram o cumprimento do voto, e a construção da igreja da Serreta continuou por arrancar.
A obra apenas foi principiada em 1819, por iniciativa do general Francisco António de Araújo, então nomeado capitão-general dos Açores, que para além da devoção à Senhora dos Milagres se apercebeu que o crescimento populacional do lugar exigia templo próprio. Lançada solenemente a primeira pedra, as paredes começaram a ser erguidas, estando a obra em curso quando o mandato daquele capitão-general foi dado por terminado na sequência da nomeação de Francisco de Borja Garção Stockler e da Revolução Liberal do Porto (1820). A instabilidade política que se seguiu levou à paralisação da obra, que permaneceu inacabada durante todo o período da Guerra Civil Portuguesa (1828-1834).
Finalmente, depois de tantos contratempos, José Silvestre Ribeiro, administrador do recém-criado Distrito de Angra do Heroísmo, assumiu a necessidade de se concluir a nova igreja, reiniciando as obras, custeadas com donativos e as esmolas vindos de todos os recantos terceirenses.
O templo, o terceiro na Serreta consagrado à Senhora dos Milagres, ficou concluído em 1842, recebendo a imagem venerada após mais de um século de permanência na igreja de São Jorge das Doze Ribeiras. Para tal, José Silvestre Ribeiro oficiou ao cónego Manuel Correia de Ávila, ouvidor eclesiástico de Angra, para se proceder à abertura ao culto da nova igreja. Sem alçada para decidir, o ouvidor enviou o pedido ao bispo D. Frei Estêvão de Jesus Maria, então residente na ilha de São Miguel devido ao seu apoio aos miguelistas durante a guerra civil, que assentiu.
A bênção da nova igreja e a solene transladação da imagem realizaram-se a 10 de Setembro daquele mesmo ano. A cerimónia foi presidida pelo cónego Manuel Correia de Ávila. Segundo um testemunho da época, "Jamais no meio de tanto sossego e prazer se praticou um acto tão solene e tão pomposo. Milhares de pessoas concorreram de todas as partes da ilha àquele lugar". O ponto alto foi a celebração da primeira missa, "que vários curiosos cantaram a vozes e instrumentos", estando presentes o governador civil José Silvestre Ribeiro e demais autoridades e pessoas de representação.
O novo templo, localizado no largo onde hoje se situa o Império do Divino Espírito Santo da Serreta, do lado oposto da estrada em relação à atual igreja, era de proporções modestas, com fachada virada para leste (para terra) e torre à direita provida de dois sinos. No interior tinha uma só nave, duas sacristias e outras tantas tribunas, uma das quais à direita do altar-mor e outra sobre o guarda-vento.
Aberta a igreja, culto à Senhora dos Milagres cresceu rapidamente, passando a atrair à Serreta grande número de forasteiros, nos quais se incluía a melhor burguesia angrense, que, em carros de bois e carroças, se deslocava até à localidade, hospedando-se nas casas ali existentes. Em consequência, para além da vertente religiosa, as festas ganharam uma parte profana que, naturalmente, incluía uma toirada à corda. A primeira realizou-se na segunda-feira, 10 de Setembro de 1849, em complemento do programa religioso e por iniciativa do mordomo daquele ano, o fidalgo João Pereira Forjaz de Lacerda. A tradição das festas terem um mordomo da aristocracia angrense, que as fazia a expensas suas, no espírito do voto de Escravos de Nossa Senhora, perdurou pelo menos até ao ano de 1868, em que foi mordomo o morgado João de Bettencourt Correia e Ávila, depois 1.º visconde de Bettencourt.

### A elevação a freguesia
O crescimento da população e a notoriedade que o lugar adquiriu com o culto da Senhora dos Milagres levou a que, em 1861, fosse solicitada a elevação do curato a paróquia independente. Por acórdão de 3 de Abril de 1861 a Câmara Municipal de Angra do Heroísmo deu parecer positivo, que enviou à consideração régia. Naquele acórdão consta:
"Foi presente uma representação que os povos do lugar da Serreta dirigem a Sua Majestade, pedindo que o mesmo augusto Senhor se sirva erigir em paróquia de Nossa Senhora dos Milagres, com vigário próprio, o curato do mesmo lugar, fixando-se os limites da freguesia desde a casa denominada da Fajã até ao penedo além da Ribeira das Catorze, para ficar independente da paróquia de São Jorge das Doze Ribeiras. […] A Câmara achando muita justa e conveniente a graça suplicada na dita representação, cujos fundamentos são verdadeiros e ponderosos, deliberou se levasse à presença de Sua Majestade a referida representação, com outra desta municipalidade reforçando a conveniência de ser aquele lugar da Serreta elevado a paróquia independente, por ter para isso as proporções necessárias, com grande população, boa igreja para servir de matriz, excelente passal para residência do vigário, grande abundância de água, vastidão e fertilidade de terreno, e ser um lugar mui distante da freguesia de S. Jorge das Doze Ribeiras, de que ora faz parte, sofrendo por isso os gravíssimos inconvenientes em ter a sua igreja paroquial tão distante. Na dita representação se diz ter a povoação da Serreta, em seus extensos limites, mais de setecentas almas, e cento e sessenta e três fogos, que muito carecem possuir perto os socorros espirituais, sem ser preciso transitarem por caminhos agrestes e terem de atravessar oito caudalosas e, por vezes, perigosas ribeiras.".
Para além do parecer positivo da edilidade, Jácome de Ornelas Bruges de Ávila Paim da Câmara, 2.º conde da Praia, então secretário-geral servindo de governador civil, empenhou-se para que a pretensão fosse atendida. Em resultado do pedido, por decreto de Pedro V de Portugal, datado de 16 de Outubro de 1861, foi autorizada a criação da nova paróquia. O decreto fixou os limites da freguesia entre "a casa denominada da Fajã até ao Penedo além da Ribeira das Catorze".
O bispo de Angra, D. frei Estêvão de Jesus Maria, por provisão de 24 de Dezembro, promoveu a freguesia de Nossa Senhora dos Milagres, com início em 1 de Janeiro de 1862. O templo inaugurado em 1842 foi alçado à categoria de igreja paroquial, sob a invocação de Nossa Senhora dos Milagres. Assumiu o múnus de vigário da freguesia o reverendo José Bernardo Corvelo, até ali cura do lugar.
Com o incremento da população e o seu novo estatuto, em poucas décadas o templo mostrou-se insuficiente. Reunidos os apoios necessários, um novo templo foi projetado, no lado oposto da estrada, tendo a primeira pedra sido lançada solenemente a 29 de Abril de 1895, na presença do bispo D. Francisco José Ribeiro Vieira e Brito.
A sua construção foi demorada, com as obras a sofrer interrupções por falta de recursos. A inauguração deu-se a 31 de Agosto de 1907. Era então pároco da freguesia o padre José Leal da Silva Furtado, que ali serviu entre 3 de Setembro de 1906 e 28 de Dezembro de 1925.
A nova igreja sofreu obras de reparação em 1946 e 1947.
Severamente danificada quando do terramoto de 1 de Janeiro de 1980, foi totalmente reconstruída, mantendo a traça existente.

### O Santuário Diocesano de Nossa Senhora dos Milagres
A 6 de Maio de 2006, por decisão do bispo de Angra, D. António de Sousa Braga, a igreja paroquial da Serreta recebeu o estatuto canónico de Santuário Diocesano de Nossa Senhora dos Milagres. No dia imediato realizou-se a cerimónia solene da elevação a santuário, presidida por aquele bispo.
Essa elevação oficializa o reconhecimento da fé e da devoção do culto a Nossa Senhora dos Milagres da Serreta que, a cada mês de Setembro, atrai àquele templo cerca de uma dezena de milhar de fiéis provenientes de toda a ilha, de outras ilhas do arquipélago, e das comunidades açorianas emigradas nos Estados Unidos da América e no Canadá.
Muitos dos peregrinos são pessoas que, por circunstâncias muito díspares, já não têm uma prática religiosa institucionalizada, o que faz sobressair o papel que o Santuário da Serreta presta à Igreja Católica Romana, nomeadamente em termos de evangelização e disponibilização de sacramentos aos peregrinos.

## Características
Externamente a igreja apresenta 19 metros de altura no frontispício até à base da cruz por 10,75 m de largura. Possui torre sineira única com 23 metros de altura.
O interior apresenta-se com uma só nave, com as dimensões de 19,80 metros de comprimento por 9,60 metros de largura. Na abside, para além da imagem da padroeira, destaca-se sobre o sacrário uma imagem do Cristo em marfim indo-português do século XVII, com dimensões fora do comum. No corpo tem dois altares, um de cada lado.